# Epotoransu ! Mai
Epotoransu! Mai (エポトランス！舞) est un manga de Yū Watase, dont la publication s'est achevée au Japon après deux tomes. Il n'a pas été publié en France.

## Résumé de l'histoire
Mai reçoit, pour ses seize ans, un assistant personnel. Dernier cri, celui-ci a même une fonction horoscope, qu'elle utilise volontiers pour savoir si elle aura de la chance avec celui qu'elle aime, Yoshiki.
Un jour, elle tape par accident « epotoransu » sur le clavier, et un jeune garçon sort de l'assistant. Se présentant sous le nom de Takuma, il explique à Mai qu'il habite le monde électronique, et est apparu car elle a tapé le code secret. Afin d'aider son possesseur, Takuma va ajouter une nouvelle fonction à l'assistant personnel : la transformation, qui permet à Mai de prendre l'apparence de n'importe qui dont elle a dessiné le visage.
Grâce à cette fonction, Mai va tenter de conquérir le cœur de Yoshiki.